# Cheilodipterus lachneri
Cheilodipterus lachneri is een straalvinnige vissensoort uit de familie van kardinaalbaarzen (Apogonidae). De wetenschappelijke naam van de soort is voor het eerst geldig gepubliceerd in 1959 door Klausewitz.